# Dorysthenes socius
Dorysthenes socius là một loài bọ cánh cứng trong họ Cerambycidae.